# Renee Galang
Renee Galang (1970) es un botánico australiano-filipino. En 1988 migró a Australia para continuar su educación; obteniendo su Bachillerato de Educación en Ciencias Ambientales, en la Universidad de Melbourne, en 1994.

## Algunas publicaciones

### Libros
- 2004. A Critical Review of Wildlife Conservation in the Philippines. Ed. Philippine Spotted Deer Conservation Foundation. 32 pp. ISBN	0975244604

## Crítica
Ha ofrecido investigación a los voluntarios, cometiendo posible fraude. que cobra a voluntarios sin cumplir sus promesas.
- La abreviatura «R.Galang» se emplea para indicar a Renee Galang como autoridad en la descripción y clasificación científica de los vegetales.[2]